# Kate Courtney
Kate Courtney (São Francisco, 29 de outubro de 1995) é uma desportista estado-unidense que compete no ciclismo de montanha na disciplina de cross-country.
Ganhou três medalhas no Campeonato Mundial de Ciclismo de Montanha entre os anos 2018 e 2021.

## Medalheiro internacional
| Campeonato Mundial | Campeonato Mundial         | Campeonato Mundial | Campeonato Mundial        |
| Ano                | Lugar                      | Medalha            | Competição                |
| ------------------ | -------------------------- | ------------------ | ------------------------- |
| 2018               | Lenzerheide ( Suíça )      | Medalha de ouro    | Cross-country             |
| 2019               | Mont-Sainte-Anne ( Canadá) | Medalha de prata   | Cross-country por relevos |
| 2021               | Val di Sole ( Itália)      | Medalha de prata   | Cross-country por relevos |